# Carl Friedrich Gauss
Carl Friedrich Gauß (Gauss)ⓘ właśc. Johann Friedrich Carl Gauss  (ur. 30 kwietnia 1777 w Brunszwiku, zm. 23 lutego 1855 w Getyndze) – niemiecki naukowiec: matematyk, fizyk, astronom, geodeta i wynalazca; profesor Uniwersytetu w Getyndze i dyrektor tamtejszego obserwatorium astronomicznego. Członek towarzystw naukowych, także zagranicznych, oraz laureat nagród, w tym Medalu Copleya (1838, razem z Michaelem Faradayem).
W matematyce zajmował się praktycznie wszystkimi dyscyplinami swojej epoki i współtworzył nowe – zarówno teoretyczne (czyste), jak i stosowane. Przysłużył się dla teorii liczb, geometrii, algebry, analizy, probabilistyki, metod numerycznych, statystyki i fizyki matematycznej; jest uważany za jednego z pionierów geometrii nieeuklidesowej obok Jánosa Bolyaia i Nikołaja Łobaczewskiego. Zajmował się też problemami konstrukcji klasycznych, był współtwórcą geometrii różniczkowej (dowodząc Theorema Egregium), arytmetyki modularnej i pierwszego pełnego dowodu zasadniczego twierdzenia algebry, dokończonego przez Jeana-Roberta Arganda. Jest też kojarzony z rozkładem normalnym, zwanym rozkładem Gaussa. Opracował również szybką transformację Fouriera (ang. FFT) – ponad 150 lat przed pojawieniem się tej techniki w społeczności matematyków (w latach 60. XX w.) – oraz kwaterniony ponad dwie dekady przed W.R. Hamiltonem.
Jako fizyk był i teoretykiem, i eksperymentatorem. Zajmował się elektrycznością i magnetyzmem, rozszerzył odpowiedni układ jednostek miar, skonstruował jeden z pierwszych telegrafów, magnetometr i zastosował go do badań geomagnetyzmu. Prawo Gaussa pozwoliło na opis pola elektrycznego w sposób równoważny prawu Coulomba, lecz często bardziej efektywny obliczeniowo. Stało się ono jednym z czterech równań Maxwella zasadniczych dla elektrodynamiki klasycznej i znalazło zastosowanie także do opisu grawitacji. Fizyka upamiętnia niemieckiego uczonego przez nazwy jednostki gaus (Gs) należącej do układu CGS, jednej z odmian tego układu oraz działa Gaussa.
Jako astronom teoretyczny rozwinął mechanikę nieba – przewidując orbity planetoid jak Ceres i Pallas – oraz obliczenia kalendarzowe, podając nowy algorytm wyznaczania daty Wielkanocy. Geodezja zawdzięcza mu wynalezienie heliotropu i jednego z odwzorowań kartograficznych (Gaussa-Krügera). 
Należy do twórców metody najmniejszych kwadratów rozwiązywania problemu regresji liniowej, obecnego w rozmaitych naukach empirycznych.
Bywa nazywany jednym z największych matematyków wszech czasów – obok Archimedesa i Newtona – a przez sobie współczesnych był określany „księciem matematyków” (łac. Princeps Mathematicorum). Oprócz terminów specjalistycznych upamiętniają go nazwy szeregu miejsc i instytucji, pomnik w rodzinnym Brunszwiku, a także wizerunki na znaczkach pocztowych i banknotach.

## Życiorys

### Pochodzenie

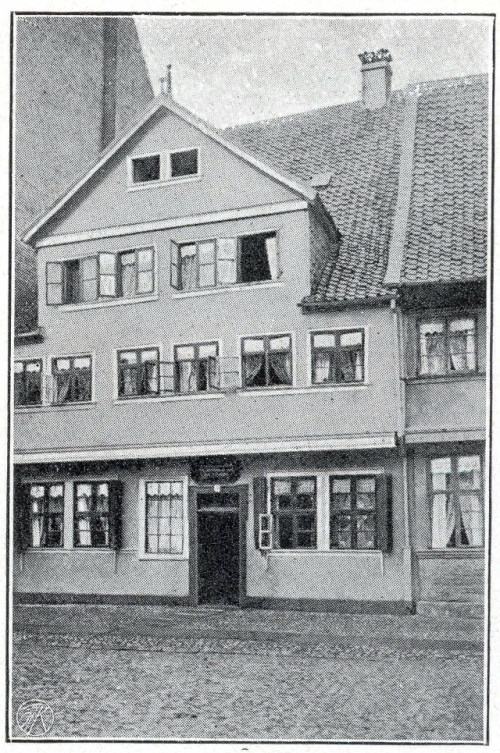
Dom rodzinny Gaussa w Brunszwiku, zniszczony w czasie II wojny światowej – zdjęcie z 1914 roku

Carl Friedrich Gauss urodził się 30 kwietnia 1777 roku w Brunszwiku  w ubogiej rodzinie . Jego ojciec Gebhard Gauß (1744–1808) był rzemieślnikiem ; pracował jako rzeźnik, ogrodnik, murarz a później jako kasjer . Rodzina ojca zajmowała się początkowo rolnictwem, a ok. 1740 roku przeniosła się do Brunszwiku . Gebhard Gauß nie posiadał wykształcenia, ale potrafił czytać, pisać i znał podstawy arytmetyki .
Matką Gaussa była Dorothea Benze (1743–1839), córka kamieniarza. Była drugą żoną Gebharda i zajmowała się domem . Nie miała wykształcenia, ale prawdopodobnie potrafiła czytać . Carl Friedrich był z nią blisko związany i opiekował się nią aż do jej śmierci w wieku 96 lat .
Gauss miał starszego przyrodniego brata – Georga, syna Gebharda z pierwszego małżeństwa .

### Dzieciństwo i szkoła podstawowa
Gauss już jako małe dziecko wykazywał nieprzeciętne zdolności matematyczne – w wieku 3 lat umiał dodawać i wytknął ojcu błąd podczas naliczania dniówki dla pomocników przy pracy ogrodniczej . Jak sam żartobliwie twierdził, nauczył się rachować, zanim jeszcze zaczął mówić. Sam nauczył się czytać, pytając domowników o wymowę poszczególnych liter .
W 1784 roku Gauss został posłany do lokalnej szkoły (niem. Katharinen-Schule) prowadzonej przez J.G. Büttnera. Po dwóch latach rozpoczął naukę arytmetyki i objawił swój nieprzeciętny talent, rozwiązując z miejsca zadanie, jakie nauczyciel podał w klasie. Zadanie polegało na dodaniu do siebie liczb od 1 do 100. Gauss jako pierwszy oddał tabliczkę, na której nie było żadnych obliczeń a jedynie prawidłowe rozwiązanie końcowe, a następnie wytłumaczył nauczycielowi, w jaki sposób doszedł do wyniku. Büttner zaczął organizować podręczniki do matematyki dla zdolnego ucznia. Młodemu Gaussowi wiele uwagi poświęcał starszy o osiem lat asystent Büttnera Martin Bartels (1769–1836), który sam interesował się matematyką i później został profesorem matematyki na uniwersytecie w Kazaniu, a następnie na uniwersytecie w Dorpacie. Gaussa i Bartelsa połączyła wieloletnia przyjaźń. W wieku 11 lat Gauss samodzielnie zaznajomił się z dwumianem Newtona oraz z teorią ciągów nieskończonych. Büttner i Bartels przekonali Gebharda Gaußa, by zwolnił syna z wieczornej pracy przędzenia lnu i pozwolił mu na dalszą naukę. Büttner z Bartelsem zatroszczyli się o fundatorów i promocję utalentowanego chłopca w kręgach naukowych.

### Mecenat księcia Brunszwiku

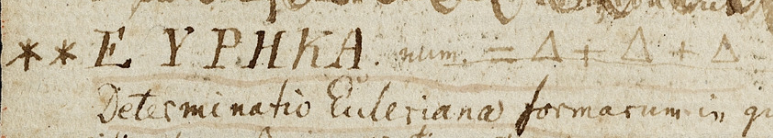
Fragment z dziennika 19-letniego Gaussa, zawierający napis „Eureka” w alfabecie greckim (1796)

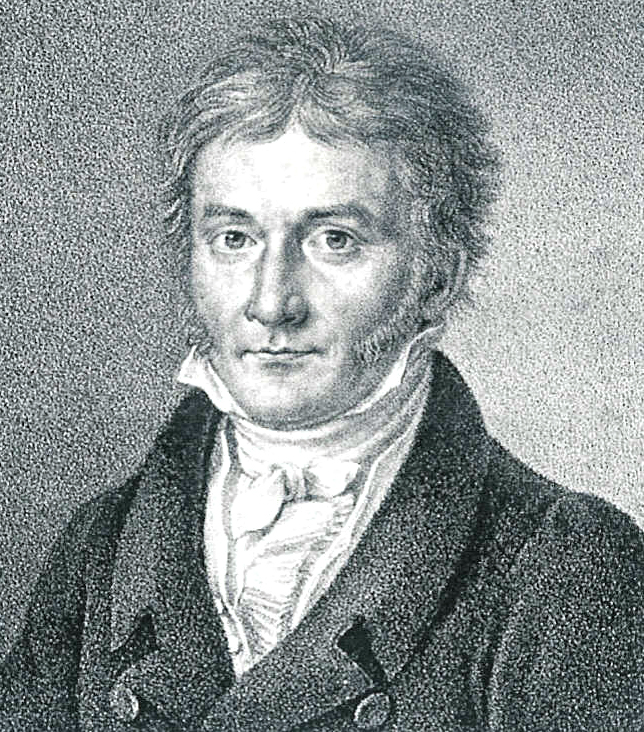
Portret Gaussa, litografia Siegfrieda Detleva Bendixena (1828)

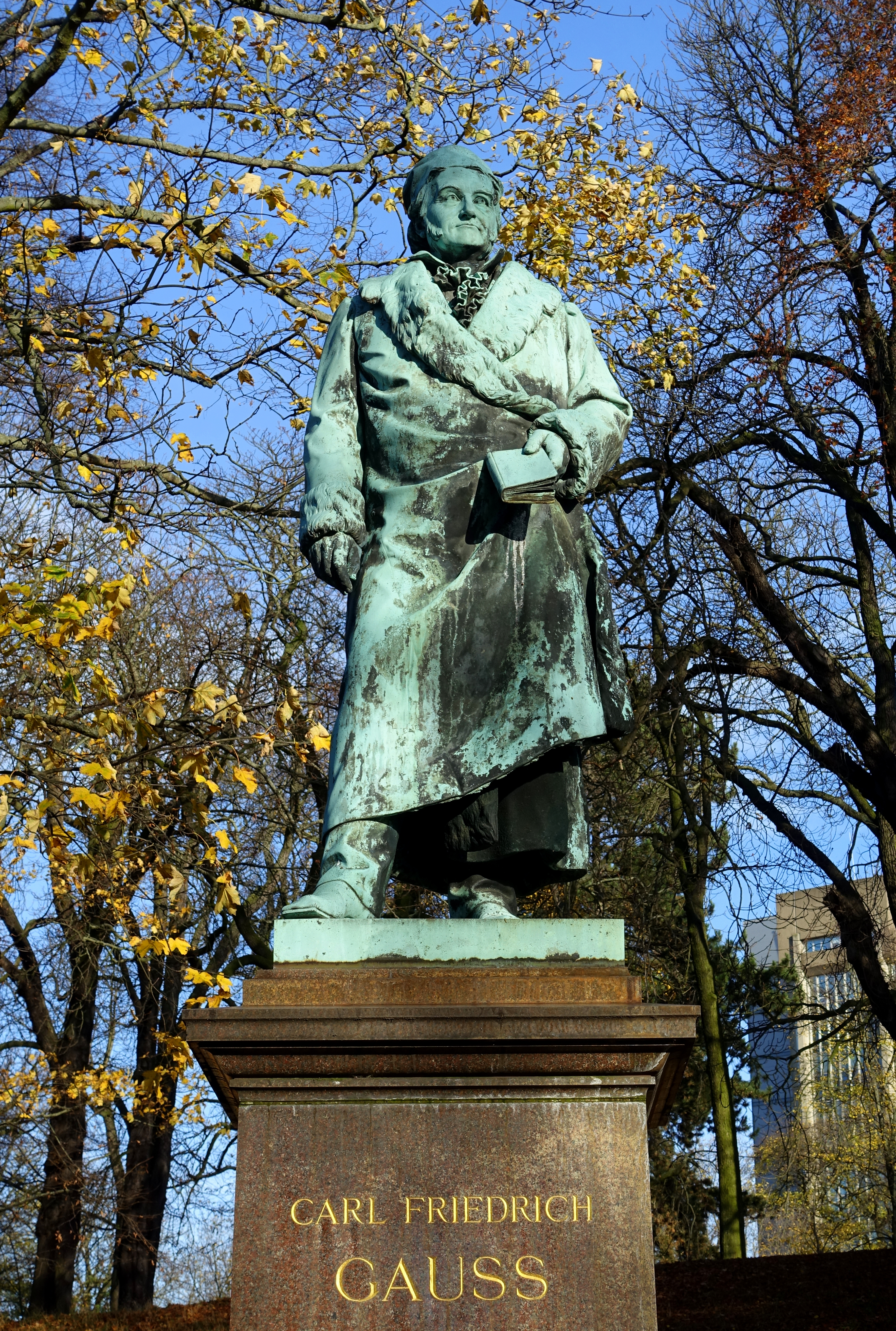
Pomnik Gaussa w Brunszwiku (zdjęcie z 2014)

W 1788 roku przy wsparciu Büttnera Gauss został przyjęty do szkoły średniej w Brunszwiku – Gymnasium Catharineum – od razu do klasy drugiej. Szkoła kładła nacisk na naukę greki i łaciny, które Gauss szybko opanował. Posługujący się dotychczas dialektem, Gauss nauczył się wówczas również standardowego języka niemieckiego (niem. Hochdeutsch) . W 1788 roku Bartels został przyjęty do Collegium Carolinum w Brunszwiku, gdzie matematyki nauczał Eberhard August Wilhelm von Zimmermann (1743–1815) i którego prawdopodobnie Bartels poinformował o talencie Gaussa. Zimmermann dostarczał Gaussowi kolejnych podręczników i zaaranżował w 1791 roku spotkanie z księciem Brunszwiku Karolem Wilhelmem (1735–1806). Książę zapewnił Gaussowi stypendium naukowe w wysokości 10 talarów rocznie , co umożliwiło podjęcie studiów w Collegium Carolinum (1792–1795) i ich kontynuację na uniwersytecie w Getyndze (1795–1798) . Podczas pobytu w Collegium Carolinum, korzystając z dobrze zaopatrzonej biblioteki, Gauss samodzielnie zapoznał się z dziełami Eulera, Lagrange’a i Newtona . Opracował wówczas metodę najmniejszych kwadratów. W okresie tym Gauss zajmował się teorią liczb, w tym liczbami pierwszymi .
W Getyndze studiował szereg przedmiotów:
- matematykę u Abrahama Gotthelfa Kästnera (1719–1800),
- astronomię u Karla Felixa von Seyffera (1762–1822),
- fizykę u Georga Christopha Lichtenberga (1742–1799),
- filologię u Christiana Gottloba Heyne’go (1729–1812),
- historię u Arnolda Heerena (1760–1842)[2] .

Początkowo wahał się, czy studiować języki starożytne, czy matematykę – w końcu zdecydował się na drugą opcję . 30 marca 1796 roku znalazł konstrukcję siedemnastokąta foremnego przy użyciu cyrkla i linijki . Odkrycie opierało się na dogłębnej analizie rozkładu na czynniki równań wielomianowych, co umożliwiło późniejsze tezy teorii Galois . W marcu 1796 roku Gauss zaczął pisać dziennik naukowy (niem. Notizen-Journal), który prowadził do 1814 roku . Dziennik został upubliczniony dopiero w 1898 roku – zawierał 146 krótkich wpisów z odkryciami Gaussa.
Podczas studiów w Getyndze Gauss zaprzyjaźnił się z węgierskim matematykiem Wolfgangiem Bolyai (1775–1856), ojcem Jánosa – odkrywcy geometrii nieeuklidesowej.
W 1798 roku wrócił do Brunszwiku . W tym czasie ukończył doktorat in absentia u Johanna Friedricha Pfaffa (1765–1825) na uniwersytecie w Helmstedt . W 1799 roku w swojej pracy doktorskiej podał pierwszy poprawny dowód podstawowego twierdzenia algebry , mówiącego, że każde równanie wielomianowe o współczynnikach rzeczywistych lub zespolonych ma tyle pierwiastków (rozwiązań), ile wynosi jego stopień (największa potęga zmiennej) . Dowód Gaussa był tak przekonujący, że został on zwolniony z egzaminów ustnych i publicznej obrony rozprawy.
W roku 1800 opublikował w Monatliche Correspondenz zur Beförderung der Erd- und Himmelskunde artykuł przedstawiający opracowaną przez siebie metodę obliczania daty Wielkanocy (niem. Gauß’sche Osterformel).
Po ukończeniu studiów, dzięki wsparciu księcia Brunszwiku, mógł całkowicie poświęcić się nauce – w 1801 roku otrzymywał rocznie 400 talarów, a od 1803 roku – 600 oraz bezpłatne zakwaterowanie .

### Profesura w Getyndze

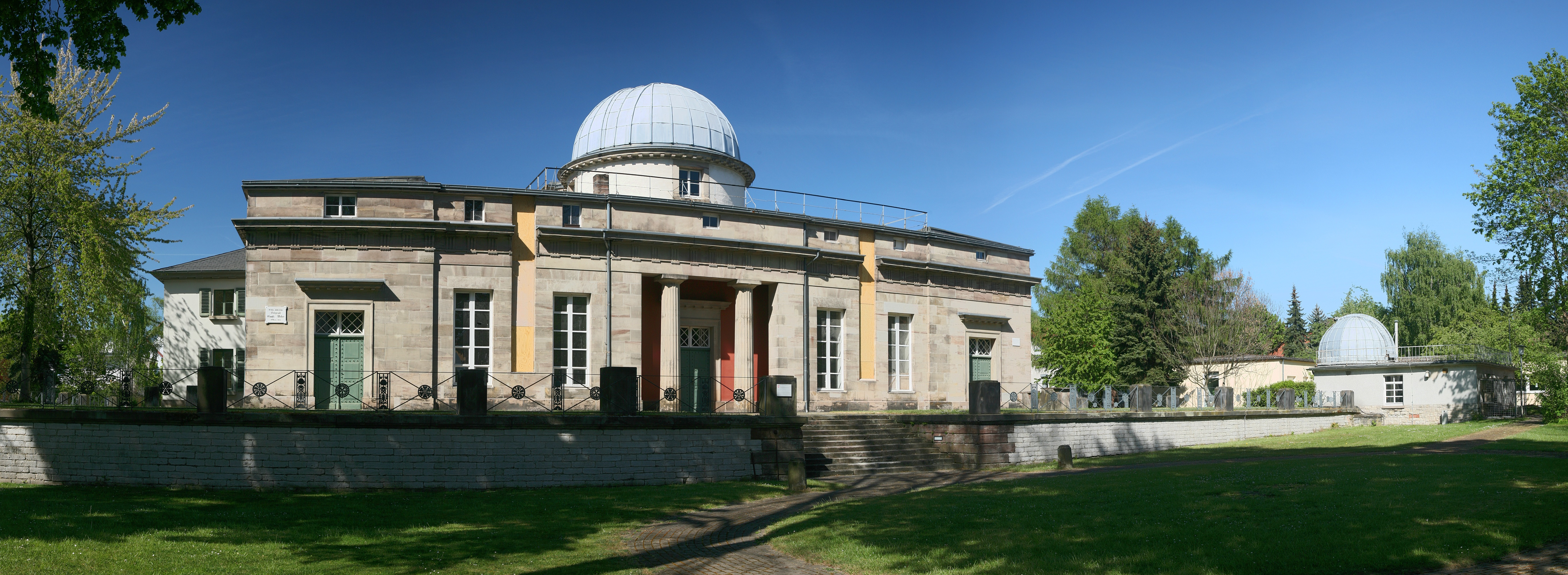
Gmach obserwatorium astronomicznego w Getyndze, gdzie Gauss mieszkał i pracował w latach 1816–1855

W 1802 roku otrzymał ofertę pracy w Petersburgu, którą jednak odrzucił . Po śmierci księcia Karola Wilhelma w 1806 roku przyjął ofertę z Getyngi , gdzie w 1807 roku został profesorem astronomii i dyrektorem obserwatorium astronomicznego na uniwersytecie w Getyndze – funkcje te piastował do końca życia . Inne oferty, m.in. z Dorpatu, Lipska i Berlina konsekwentnie odrzucał . Od 1808 roku mieszkał i pracował w bezpośrednim sąsiedztwie obserwatorium – od 1816 roku aż do śmierci w zachodnim skrzydle nowego gmachu obserwatorium.
W Getyndze zajmował się przede wszystkim astronomią, geodezją i fizyką . W 1816 roku otrzymał zlecenie zbadania Królestwa Hanoweru; prace trwały 25 lat . W tym samym roku otrzymał tytuł Królewskiego Radcy Dworu (niem. Königlicher Hofrat) . W 1828 roku wziął udział w spotkaniu niemieckich przyrodników i lekarzy w Berlinie, gdzie spotkał fizyka Wilhelma Webera (1804–1891), którego ściągnął do Getyngi . Razem z Weberem zbudował m.in. telegraf elektromagnetyczny . W latach 1833–1834, 1841–1842 i 1845–1846 pełnił funkcję dziekana wydziału filozofii na uniwersytecie w Getyndze . W 1839 roku został sekretarzem Królewskiego Towarzystwa Naukowego w Getyndze . W 1845 roku otrzymał tytuł tajnego radcy (niem. Geheimer Hofrath) .

### Śmierć i jej następstwa

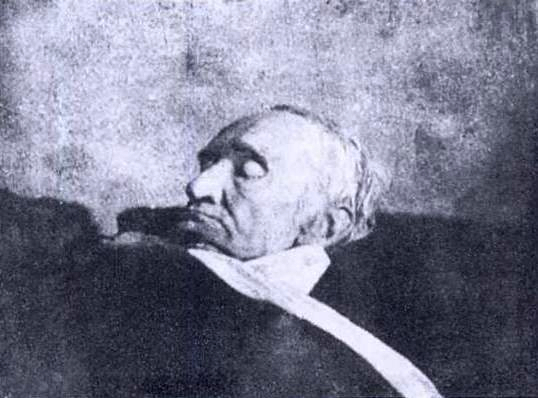
Gauss na łożu śmierci w 1855 roku

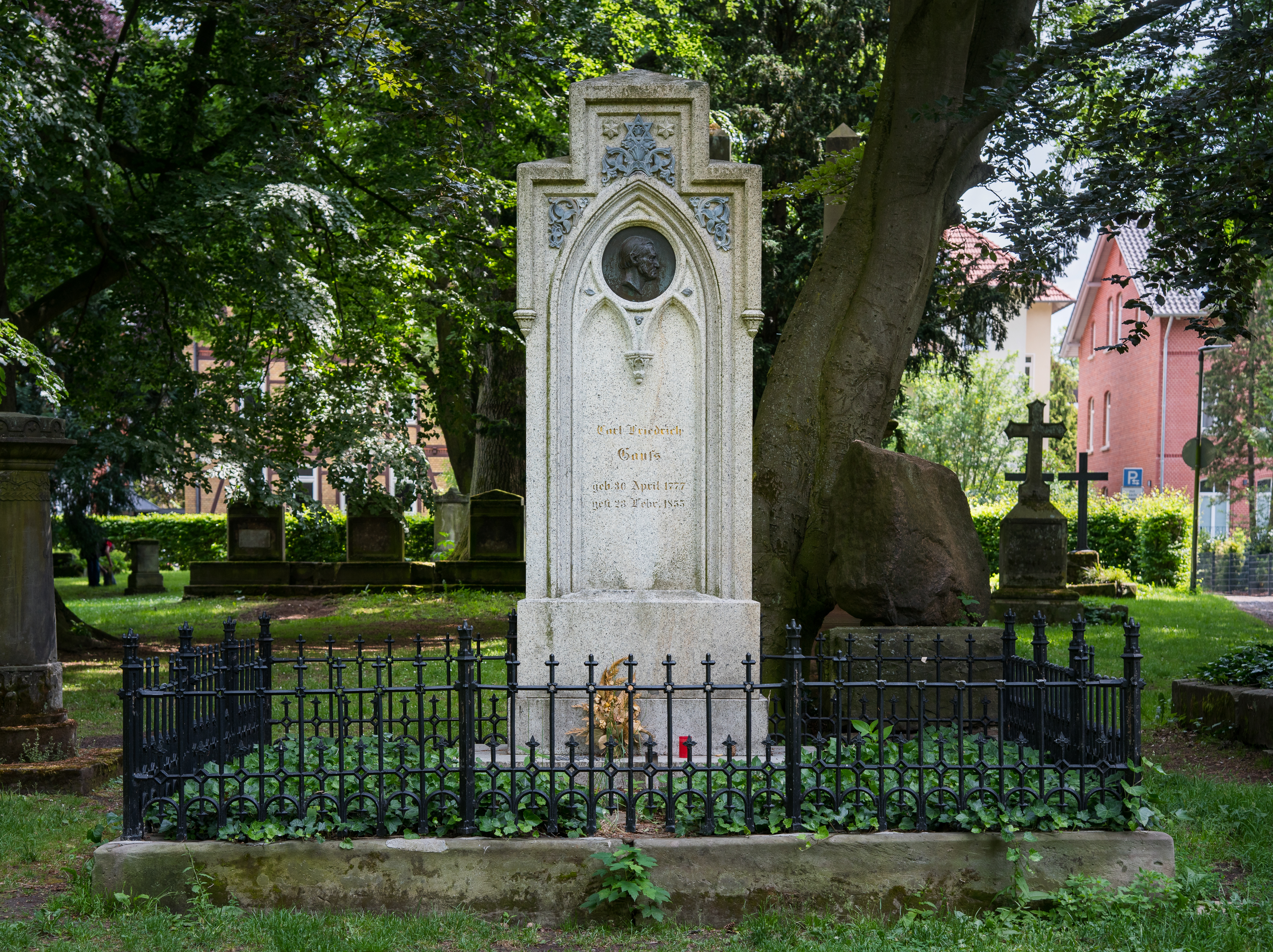
Grób Gaussa (zdjęcie z 2017)

Gauss zmarł we śnie 23 lutego 1855 roku w Getyndze . Został pochowany na lokalnym cmentarzu Albanifriedhof . Na cześć Gaussa, król Hanoweru Jerzy V (1819–1878) nakazał wybicie pamiątkowej monety, na której Gauss jest uhonorowany jako „Mathematicorum Princeps” .
Krótko po śmierci pobrano mózg Gaussa, za zgodą i z zastrzeżeniem możliwości wykorzystania wyłącznie do badań naukowych. Zrobiła to grupa ekspertów pod kierownictwem niemieckiego anatoma Rudolfa Wagnera (1805–1864), przyjaciela Gaussa i fizjologa na uniwersytecie w Getyndze . Odtąd przechowywany jest w zbiorach anatomicznych uniwersytetu, od 1995 roku w Instytucie Etyki i Historii Medycyny . W 2013 roku odkryto, że jeszcze w XIX w. doszło do pomyłki – mózg przechowywany jako Gaussa okazał się mózgiem niemieckiego patologa Conrada Heinricha Fuchsa (1803–1855), a mózg przechowywany jako Fuchsa okazał się mózgiem Gaussa .

### Życie prywatne
Gauss był dwukrotnie żonaty i miał łącznie sześcioro dzieci:
- w 1805 roku ożenił się z Johanną Osthoff (1780–1809), córką garbarza z Brunszwiku. Miał z nią troje potomstwa: syna Josepha (1806–1873)[l], córkę Minnę (1808–1840)[m] i syna Louisa[n] (1809–1810), który zmarł jako dziecko[2] [16] .
- Po śmierci pierwszej żony w 1809 roku Gauss ożenił się ponownie – z Minną Waldeck (1788–1831), córką profesora prawa z Getyngi Johanna Petera Waldecka (1751–1815). Urodziła mu dalszą trójkę dzieci: dwóch synów – Eugena (1811–1896) i Wilhelma (1813–1879)[o] oraz córkę Therese (1816–1864)[2] .

Najbliższa rodzina nie miała zrozumienia dla pracy Gaussa, którą postrzegano jako stratę czasu, a samego matematyka jako człowieka niespełna rozumu .

## Dorobek naukowy
Gauss zajmował się różnymi działami matematyki i jej zastosowaniami w innych dziedzinach . Był uznanym autorytetem w całej Europie, a jemu współcześni nazywali go „księciem matematyków” (łac. princeps mathematicorum) . Bywał nazywany jednym z trzech największych matematyków w historii, obok Archimedesa (III w. p.n.e.) i Newtona (XVII–XVIII w.).
Gauss nie stworzył własnej szkoły matematycznej i nie nauczał masowo . Skupił wokół siebie wybranych studentów, z którymi utrzymywał osobisty kontakt . Jego wykładów słuchali m.in.:
- Georg Karl Christian von Staudt (1798–1867),
- Richard Dedekind (1831–1916)[2] ,
- Ernst Christian Julius Schering (1833–1897),
- Alfred Enneper (1830–1885)[16] .

Gauss niechętnie publikował – wiele jego przemyśleń zachowało się w formie listów, notatek i zapisków . Niektóre z jego odkryć poznano dopiero później, kiedy inni naukowcy, pracując niezależnie, opublikowali wyniki swoich prac . Pierwsze publikacje Gauss wydał z poczucia obowiązku wobec swojego patrona księcia Karola Wilhelma .

### Matematyka

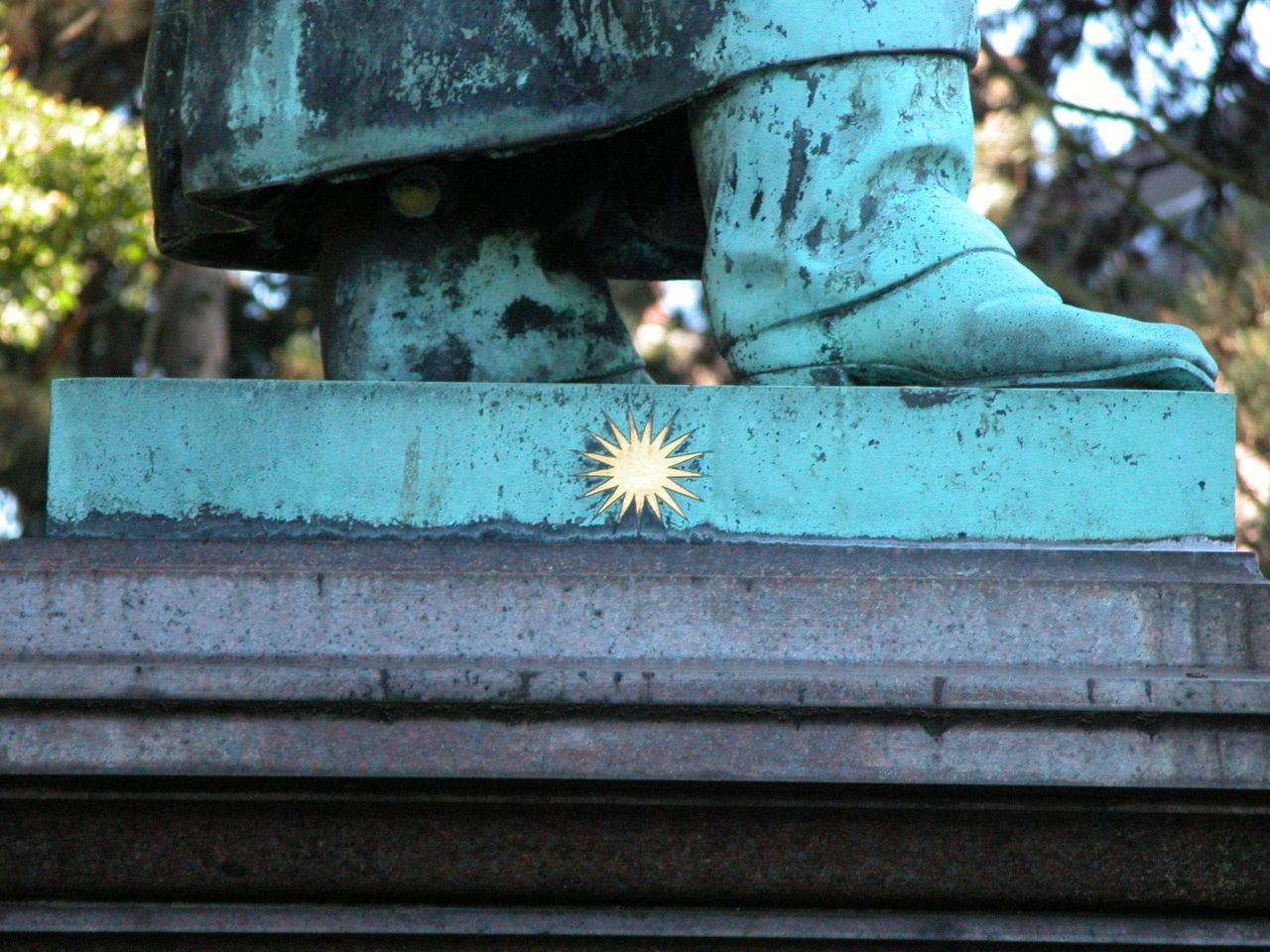
Gwiazda 17-ramienna na pomniku Gaussa w Brunszwiku

Funkcja Gaussa związana z teorią liczb

Pierwszym ważnym odkryciem matematycznym Gaussa było podanie konstrukcji siedemnastokąta foremnego przy użyciu cyrkla i linijki (1796) .
Jako pierwszy przedstawił poprawny dowód podstawowego twierdzenia algebry (praca doktorska z 1799 roku), podając później jeszcze trzy inne dowody tego twierdzenia  (w 1815, 1816 i 1849 roku ). W swojej pracy doktorskiej skrytykował najpierw wcześniejsze dowody, m.in. ten przedstawiony przez francuskiego matematyka Jeana d’Alemberta (1717–1783), po czym przedstawił własny, oparty na założeniach o krzywych algebraicznych. Założenia te były wiarygodne, jednak nie zostały ściśle udowodnione przez Gaussa. W czwartym dowodzie z 1849 roku Gauss użył liczb zespolonych, które wcześniej przedstawił w liście do Friedricha Wilhelma Bessela (1784–1846) i wprowadził w publikacji z 1832 roku Theoria Residuorum biquadraticorum. Commentatio secunda . Jednak nie rozważył równań zbudowanych z liczb zespolonych, co uczynił w 1806 roku szwajcarski matematyk Jean-Robert Argand (1768–1822), przedstawiając pierwszy ścisły dowód zasadniczego twierdzenia algebry.
W 1801 roku Gauss opublikował dzieło Disquisitiones arithmeticae, w którym podsumował stan wiedzy z zakresu teorii liczb, przedstawił teorię form kwadratowych i przeprowadził pierwszy dowód prawa wzajemności reszt kwadratowych . Dzieło zadedykował swojemu patronowi księciu Brunszwiku Karolowi Wilhelmowi.
Opracował również szybką transformację Fouriera (ang. FFT) – ponad 150 lat przed pojawieniem się tej techniki w społeczności matematyków (w latach 60. XX w.) oraz kwaterniony ponad dwie dekady przed W.R. Hamiltonem.
W 1818 roku doszedł do pojęcia geometrii nieeuklidesowej, lecz z obawy przed ośmieszeniem nie opublikował swych wyników i zaprzestał dalszej pracy . Uważany jest za pioniera geometrii nieeuklidesowej.
W pracy z 1827 roku Disquisitiones generales circa superficies curvas udowodnił m.in., że krzywizna całkowita powierzchni zamkniętych nie zmienia się przy zginaniu (Theorema Egregium – twierdzenie wyborne) . W 1849 roku opisał szybką metodę rozwiązywania układów równań liniowych, tzw. metodę Gaussa .
W swojej pracy zajmował się również m.in. liczbami zespolonymi (płaszczyzna Gaussa), równaniami różniczkowymi, teorią szeregów . W 1851 roku sporządził ekspertyzę dotyczącą funduszu dla wdów na uniwersytecie w Getyndze, tworząc w ten sposób podstawy matematyki aktuarialnej .

### Fizyka

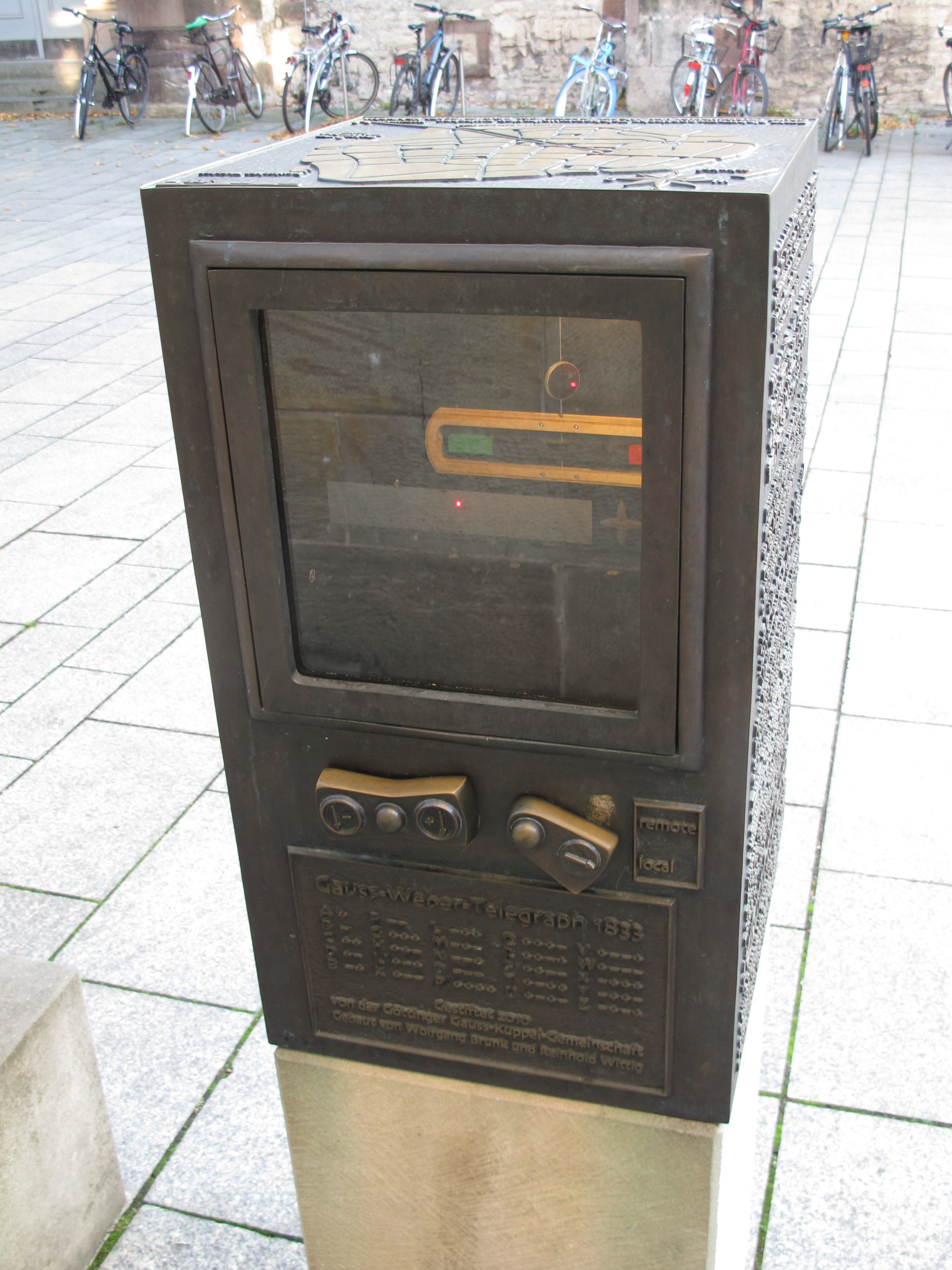
Rekonstrukcja telegrafu Gaussa i Webera na dziedzińcu Paulinerkirche w Getyndze

Zajmował się także fizyką, przede wszystkim fizyką teoretyczną, lecz prowadził również badania magnetyzmu i projektował przyrządy optyczne.
W 1829 podał zasadę najmniejszego przymusu  . W 1830 roku prowadził badania nad włoskowatością . W latach 1834–1840 prowadził prace nad teorią potencjału .
Wynalazł magnetometr – przyrząd do pomiaru wielkości, kierunku oraz zmian pola magnetycznego lub właściwości magnetycznych materii, co pozwoliło na rozszerzenie badań nad ziemskim magnetyzmem . Wspólnie z niemieckim fizykiem Wilhelmem Weberem (1804–1891) zbudowali telegraf elektromagnetyczny (1833) , którego nie opatentowali . Razem z Weberem wprowadził absolutny układ jednostek elektromagnetycznych . W 1836 roku założył wraz z Weberem sieć obserwatoriów magnetyzmu Internationale Arbeitsgemeinschaft zur Erforschung des Erdmagnetismus .
W 1840 roku stworzył podstawy teorii konstrukcji obrazu optycznego przy przejściu promieni świetlnych przez układ soczewek .

### Astronomia

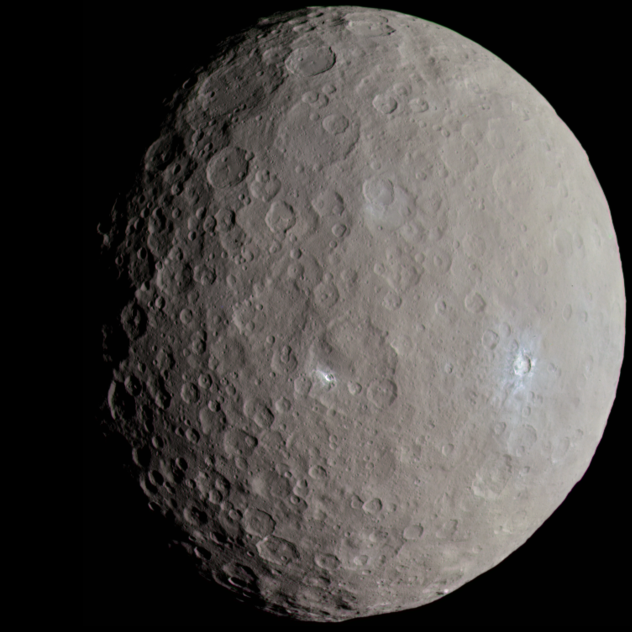
Ceres

Gauss osiągnął również ważne wyniki w dziedzinie astronomii – wynalazł nowe metody obliczania orbit ciał niebieskich .
1 stycznia 1801 roku astronom włoski Giuseppe Piazzi (1746–1826) odkrył pierwszą planetoidę, Ceres, która po 6 tygodniach obserwacji zbliżyła się do Słońca, zniknęła w jego blasku i nie mogła być zlokalizowana. Na podstawie zgromadzonych danych Gauss, układając i rozwiązując równanie ósmego stopnia, obliczył orbitę Ceres, co umożliwiło ponowne zlokalizowanie planetoidy. Ceres została zaobserwowana rok później niezależnie przez Franza Xavera von Zacha (1754–1832) w grudniu 1801 roku i w styczniu 1802 roku przez Heinricha Wilhelma Olbersa (1758–1840) blisko miejsca przewidzianego obliczeniami Gaussa .
Następnie wyliczył orbitę planetoidy Pallas . Badał też wiekowe perturbacje planet. Rezultaty swoich badań astronomicznych zebrał w książce Theoria Motus Corporum Coelestium in Sectionibus Conicus Solem Ambietium (Teoria ciał niebieskich obiegających Słońce po orbitach stożkowych, 1809) . Zaprezentował w niej między innymi wymyśloną przez siebie, jeszcze w okresie nauki w Brunszwiku, metodę najmniejszych kwadratów.

### Geodezja
W 1818 roku Gauss zajął się tematyką związaną z geodezją, a dokładniej z matematycznym problemem związanym z określeniem kształtu i rozmiarów Ziemi . Aby zwiększyć dokładność danych, Gauss skonstruował przyrząd, tzw. heliotrop (1821 ), w którym wykorzystuje się promienie Słońca do pomiaru krzywizny.
Opracował teorię błędów pomiarowych, opartą na metodzie najmniejszych kwadratów i zastosował ją m.in. do przeprowadzenia triangulacji dużych obszarów Królestwa Pruskiego . W latach 1802–1807 prowadził pomiary triangulacyjne w Brunszwiku i okolicach . Jego badania związane z teorią błędów pomiarowych doprowadziły w 1823 roku do odkrycia rozkładu normalnego zmiennej losowej (nazywany także rozkładem Gaussa), jednego z najważniejszych rozkładów prawdopodobieństwa .
Gauss opracował także odwzorowania kartograficzne, np. odwzorowanie Gaussa elipsoidy na kulę czy odwzorowanie elipsoidy obrotowej na płaszczyznę (zwane potocznie odwzorowaniem Gaussa-Kruegera) , które jest podstawą dwóch obecnie obowiązujących w Polsce odwzorowań – układu 2000 (dla map wielkoskalowych) i 1992 (dla map średnio- i małoskalowych).
Kamienie oznaczające punkty pomiarowe (niem. Gaußstein), używane przez Gaussa w latach 20. XIX w. do pomiaru ziemi, zachowały się do XXI wieku.

## Członkostwa
- 1802: Petersburska Akademia Nauk – członek korespondencyjny[3] [16] 
  - 1824: członek honorowy[16]
- 1802: Królewskie Towarzystwo Naukowe w Getyndze[16]
- 1804: Instytut Francji[16]
- 1804: Towarzystwo Królewskie w Londynie (ang. Royal Society)[3] [16]
- 1820: Francuska Akademia Nauk – współpracownik zagraniczny (fr. associé étranger)[16]
- 1832: Królewskie Towarzystwo Astronomiczne Wielkiej Brytanii (ang. Royal Astronomical Society)[45]
- 1849: honorowy członek Uniwersytetu w Kazaniu[16]
- 1851: członek zagraniczny Królewskiej Holenderskiej Akademii Sztuk i Nauk[46].

## Nagrody
- 1810: Nagroda Lalande’a (fr. Prix Lalande)[16]
- 1823: nagroda Królewskiej Duńskiej Akademii Nauk i Literatury[1]
- 1837: Order Narodowy Legii Honorowej[16]
- 1838: Medal Copleya[16]
- 1842: Pour le Mérite[16]
- 1849: honorowy obywatel miasta Brunszwik[16]
- 1849: honorowy obywatel miasta Getynga[16]

## Publikacje

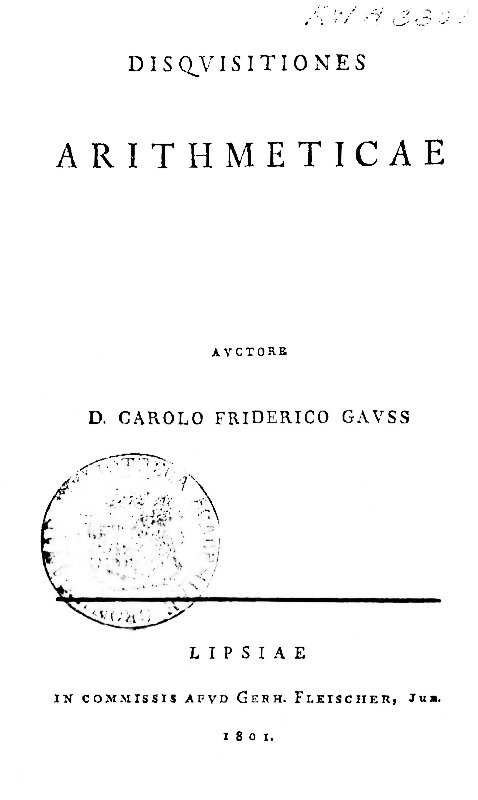
Strona tytułowa Disquisitiones Arithmeticae – rozprawy o teorii liczb z 1801 roku

Gauss tworzył swoje rozprawy w dwóch językach. Te początkowe – poświęcone matematyce i astronomii – pisał po łacinie, a te późniejsze – zawiązane z fizyką i geodezją – ukazały się po niemiecku:
Matematyka
- 1799: Demonstratio nova theorematis omnem funkctionem algebraicam rationalem integram unius variabilis in factores reales primi vel secundi gradus revolvi posse[30]
- 1801: Disquisitiones Arithmeticae (pol. „Badania arytmetyczne”) – pierwszy systematyczny podręcznik algebraicznej teorii liczb[3]
- 1827: Disquisitiones generales circa superficies curvas[3] [16]
- 1828: Theoria Residuorum biquadraticorum. Commentatio prima[47]
- 1832: Theoria Residuorum biquadraticorum. Commentatio secunda[47]

Fizyka
- 1837–1843: Resultate aus den Beobachtungen des magnetischen Vereins, razem z W. Weberem[16]
- 1839: Allgemeine Theorie des Erdmagnetismus[16]

Astronomia
- 1809: Theoria motus corporum in sectionibus conicis solem ambientium[3] [16]
- 1823: Theoria combinationis observationum erroribus minimis obnoxiae[3]

Geodezja
- 1844: Untersuchungen über Gegenstände der Höheren Geodäsie (1. Abhandlung)[16] 
  - 1847: II wydanie (niem. 2. Abhandlung)[16]

## Upamiętnienie

### Nazewnictwo
Terminy naukowe
Algebra i teoria liczb:
- metoda eliminacji Gaussa
- metoda Gaussa-Seidla
- liczby całkowite Gaussa
- suma Gaussa
- pierścień Gaussa

Geometria:
- krzywizna Gaussa
- twierdzenie Gaussa-Wantzela

Analiza matematyczna:
- całka Gaussa
- kwadratury Gaussa

Trzystopniowe działo Gaussa

- twierdzenie Ostrogradskiego-Gaussa

Probabilistyka:
- rozkład Gaussa
- proces gaussowski
- twierdzenie Gaussa-Markowa

Pojęcia niematematyczne:
- prawo Gaussa
- gaus – jednostka indukcji magnetycznej[48]
- działo Gaussa[49]
- odwzorowanie Gaussa-Krügera

Inne nazwy
Wyróżnienia dla naukowców:

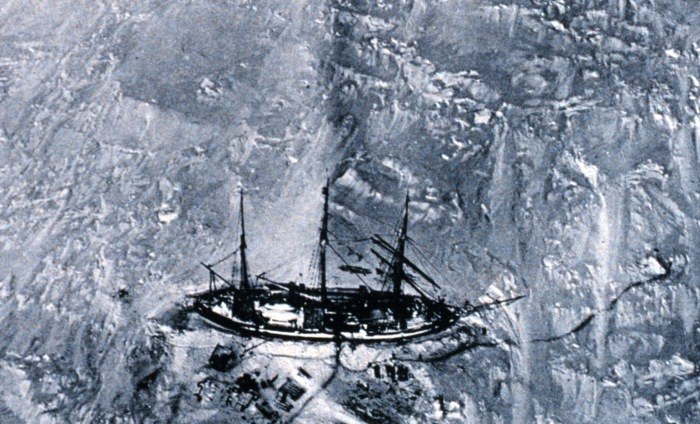
Gauss – statek badawczy niemieckiej ekspedycji antarktycznej

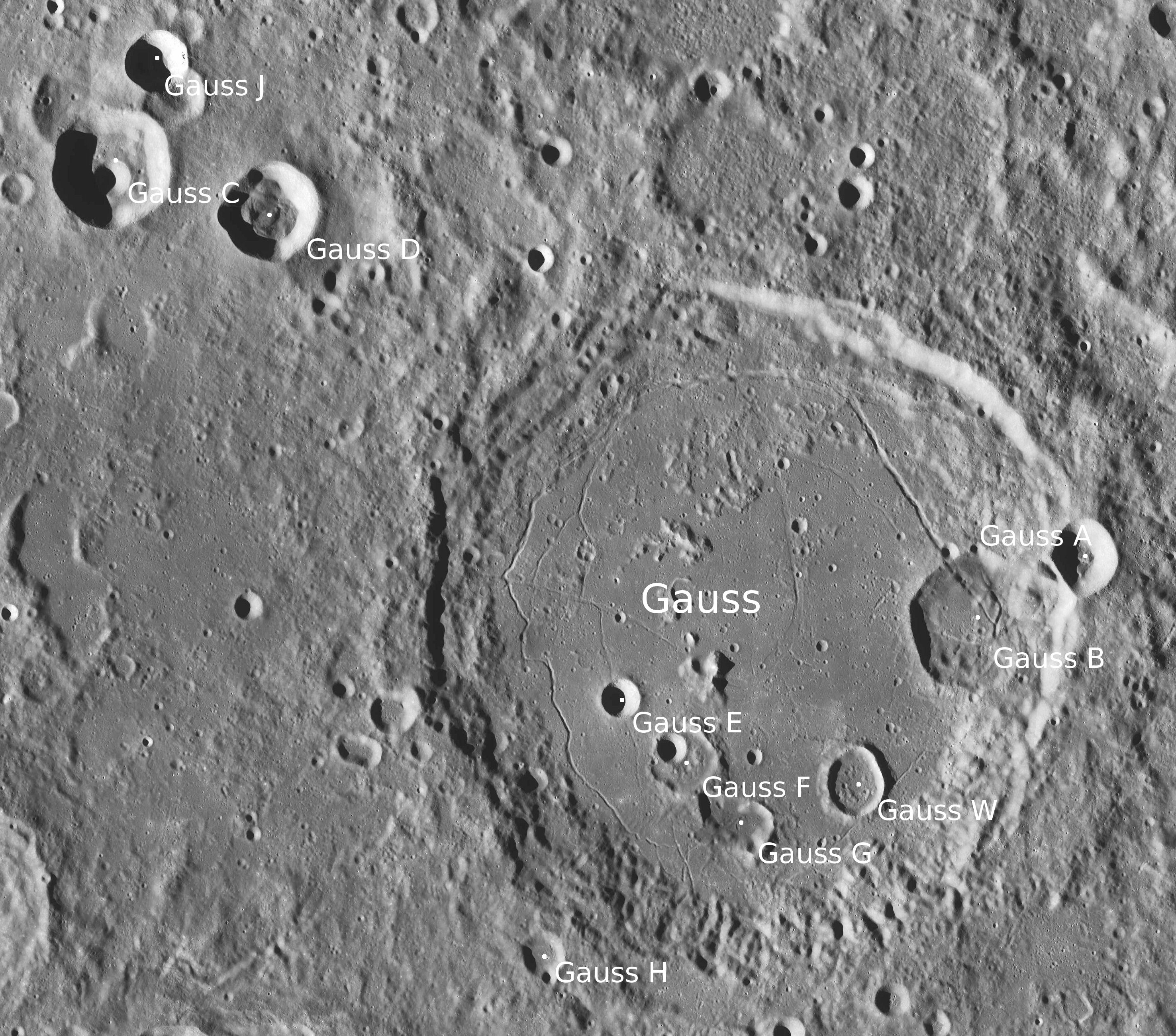
Gauss – krater księżycowy

- Od 1949 roku Braunschweigische Wissenschaftliche Gesellschaft (BWG) (tłum. „Brunszwickie Towarzystwo Naukowe”) przyznaje corocznie medal Gaussa za wybitne osiągnięcia naukowe[50].
- Od 2001 roku Niemieckie Stowarzyszenie Matematyków (niem. Deutsche Mathematiker-Vereinigung) organizuje dwa razy do roku wykłady im. Gaussa, wygłaszane przez wybitnych matematyków[51].
- Od 2006 roku Niemieckie Stowarzyszenie Matematyków wraz z Międzynarodową Unią Matematyczną (ang. International Mathematical Union, IMU) przyznaje Nagrodę Carla Friedricha Gaussa (ang. Carl Friedrich Gauss Prize for Applications of Mathematics) za „wkład matematyczny, który ma znaczące zastosowania poza matematyką”[52].

Badawcze statki wodne:
- „Gauss” z 1901 roku, należący do niemieckiej ekspedycji antarktycznej;
- „Gauss” z 1941 roku;
- „Gauss” z 1980 roku, należący do Federalnej Agencji Morskiej i Hydrograficznej Niemiec [53].

Miejsca na Antarktydzie:
- Gaussberg na Ziemi Wilhelma II[54][r];
- Mount Gauss na Ziemi Wiktorii[55];
- Gauss Glacier na Ziemi Wiktorii[56].

Inne upamiętnienia nazewnicze Gaussa to:
- stowarzyszenie GAUSS-GESELLSCHAFT e.V., założone w 1962 roku w Getyndze. Ma ono na celu promocję wiedzy i badań naukowych oraz upamiętnienie Gaussa[57];
- widokowa Wieża Gaussa, wzniesiona w latach 60. XX w. w Dransfeld[58];
- krater księżycowy Gauss[59];
- planetoida (1001) Gaussia[60];
- jeden z rodzajów palm (roślin arekowatych): Gaussia[61].

### Inne formy

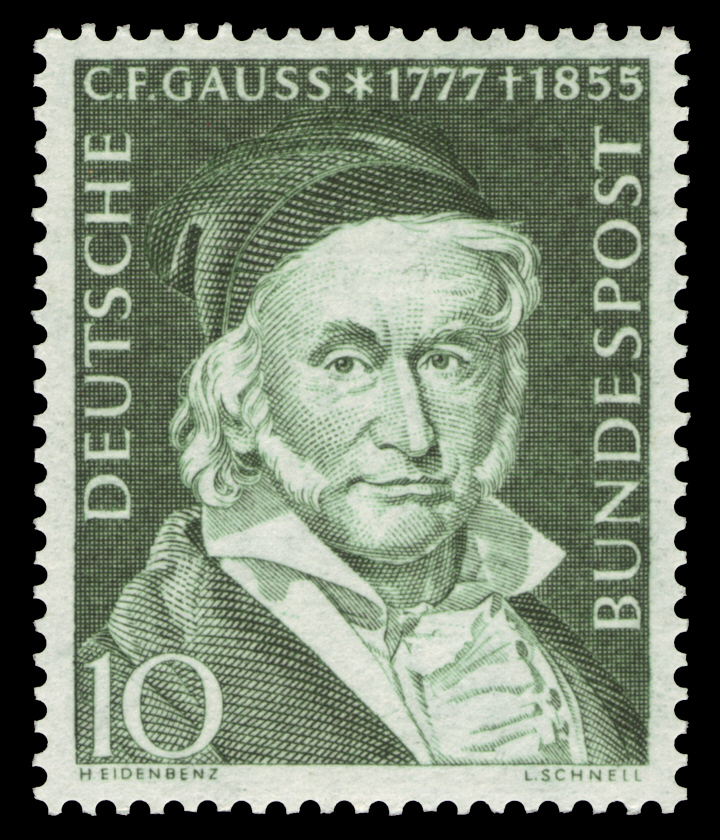
Znaczek z portretem Gaussa wydany przez niemiecką pocztę (1955)

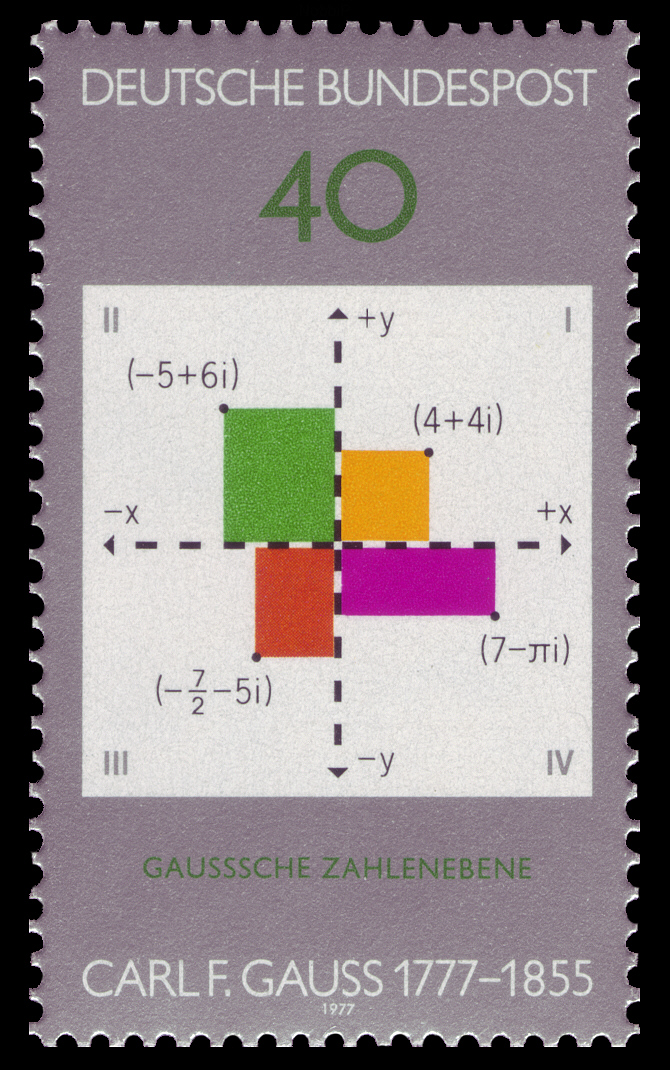
Niemiecki znaczek pocztowy z okazji 200. urodzin Gaussa (1977). Przedstawia on płaszczyznę zespoloną, czasem zwaną płaszczyzną Gaussa

- W 1880 roku miasto Brunszwik wystawiło Gaussowi pomnik z okazji 100. rocznicy urodzin matematyka, przedstawiający uczonego w starszym wieku, w płaszczu obszytym futrem i charakterystycznej aksamitnej czapce[62].
- W 1899 roku miasto Getynga wystawiło pomnik Gaussowi i Weberowi, upamiętniający wynalezienie telegrafu[63].
- W 1929 roku w rodzinnym domu Gaussa w Brunszwiku powstało Gauß-Museum, które zostało doszczętnie zniszczone podczas II wojny światowej[64].
- W 1955 roku, z okazji 100. rocznicy śmierci Gaussa, Deutsche Bundespost wydała znaczek o nominale 10 fenigów z portretem Gaussa[65].
- W 1977 roku, dla uczczenia 200. rocznicy urodzin uczonego, ukazał się kolejny znaczek, tym razem o nominale 40 fenigów[66].
- W 1990 roku podobizna Gaussa znalazła się na 10-markowym banknocie[67]. Została sporządzona według kopii obrazu Christiana Albrechta Jensena z 1840 roku, wykonanej w 1887 roku przez Gottlieba Biermanna (1824–1908)[68]. Gaussa przedstawiono obok motywu historycznej Getyngi, na który nałożona była krzywa rozkładu normalnego, symbolizująca jego pracę w dziedzinie matematyki[69]. Na rewersie przedstawiono heliotrop konstrukcji Gaussa na tle stylizowanych elementów przypominających orbity planet i pola magnetyczne; w białym polu widnieje siatka pomiarowa Gaussa[69].
- W 2005 roku ukazała się powieść o życiu Gaussa i przyrodnika Alexandra von Humboldta (1769–1859) – Rachuba świata (niem. Die Vermessung der Welt) autorstwa Daniela Kehlmanna[70].
- W 2012 roku na podstawie tej powieści Detlev Buck zrealizował film o tym samym tytule. W roli Gaussa wystąpił Florian David Fitz[70].
- W 2018 roku – z okazji 241. urodzin Gaussa – wyszukiwarka Google uhonorowała naukowca okolicznościowym Google Doodle[71].